# Движение „Модерна България“
Движение „Модерна България“ е гражданско движение в България, което е заявило своето учредяване на 24 юни 2012 година. То е непартийно, но с политически цели. Заявява, че ще участва в избори, но никога няма да се превърне в партия. 

## История
Гражданското движение е заявило учредяването си на 24 юни 2012 година. В него влизат 77 души, които са представители на над 70 организации от цялата страна. Сред тях са арабистът проф. Владимир Чуков, Борислав Цеков, председател на Института за модерна политика, политологът Емил Георгиев, социологът д-р Венелин Стойчев, бившият кмет на район „Вл. Варненчик“ във Варна Добромир Джиков, икономистът Ралица Агайн, Здравка Кръстева – преподавател в Софийски университет, правозащитникът Петър Кичашки и други. Те обявяват че организацията никога няма да стане партия, а единствената цел ще е да се работи за смяна на системата на управление и засилването на гражданския контрол върху властта. Движението е организирано по нов за България начин, като непартийна гражданска мрежа без централно ръководство и без еднолично лидерство, по модела на Чаеното парти в САЩ и на придобилите силно политическо влияние в Европа граждански листи.

## Граждански манифест за смяна на системата
При обявяването на Националния инициативен комитет, които да подготви учредяването на Движение „Модерна България“ бе създаден Граждански манифест за смяна на системата, в който обединяващите се организации извеждат редица приоритетни области в политическия живот на страната, които според създателите на Движение „Модерна България“ трябва да бъдат променени. Сред тях са нова избирателна система, която да позволи участието на граждански листи с подписка да участват в избори, което да даде повече власт в ръцете на гражданите за сметка на партийните апарати. Според създателите на Движение „Модерна България“ трябва да има законодателна и конституционна промяна, която да гарантира нов баланс между властите. Едно от предложенията е въвеждане на механизъм за отзоваване на кметове и народни представители по подобие на правилата в тази посока работещи в САЩ, Канада, Швейцария и предложените законодателни инициативи във Великобритания. Предлагат радикална прозрачност в разходите на публичните администрации, както и въвеждане на второ изборно равнище на самоуправление на областно ниво. От организацията се обявяват също така за промяна при работата на съдебната система, чрез въвеждането на т.нар. „избор за оставане на поста“, посредством който да може да се провери гражданската нагласа спрямо един или друг ръководител във висшите етажи на съдебната система.

## Акции
От обявяването си за учредяване Движение „Модерна България“ реализира редица граждански акции в съответствие със своя манифест за смяна на системата. Сред тях бяха редица пресконференции в защита на населението в българското Средногорие и по-конкретно в общините Златица, Пирдоп, Челопеч, които страдат от работата на големите предприятия в района. Представители на Движение „Модерна България“ участваха като граждански наблюдатели по време на местните избори за общински съвет в Община Белоградчик. Участващите са имали разногласия с представителите на Общинската избирателна комисия в Белоградчик. От Движението са създатели и на иновативна за България наредба прозрачност на разходите на общинските администрации, като първата такава наредба е внесена в Общинския съвет на Община Видин.